# Muncq-Nieurlet

Muncq-Nieurlet este o comună în departamentul Pas-de-Calais, Franța. În 1 ianuarie 2022 avea o populație de 683 de locuitori.